# Peter Buch Christiansen
Peter Buch Christiansen (Starup, 2 dicembre 1999) è un calciatore danese, attaccante del Viking.

## Caratteristiche tecniche
È un centravanti.

## Carriera
Cresciuto nel settore giovanile del SønderjyskE, ha esordito in prima squadra il 7 novembre 2018 disputando l'incontro di DBUs Landspokalturnering perso 2-1 contro l'Esbjerg.

## Palmarès

### Club

#### Competizioni nazionali
- Coppa di Danimarca: 1

SønderjyskE: 2019-2020